# Luiminkajoki (vattendrag, lat 65,87, long 26,80)
Luiminkajoki är ett vattendrag i Finland.   Det ligger i landskapet Lappland, i den norra delen av landet, 600 km norr om huvudstaden Helsingfors.